# Éric Glâtre
Eric Glatre (né le 13 juillet 1958 à Montrouge) est un historien et écrivain champenois. Il est docteur en histoire antique, auteur de nombreux ouvrages dans le domaine du vin et de la gastronomie. Il siège à l'Académie Française du Chocolat et de la Confiserie depuis mai 2008, et est membre du réseau international de la chaire UNESCO « Vin et Culture » au titre d'érudit écrivain, de la Société des Gens de Lettres et de la Société Française de Terminologie.

## Biographie
Issu d'une famille de négociants en vins depuis six générations, Eric Glatre commence sa carrière en animant des émissions sur une radio locale : « Des Toques et des Étoiles » et « Candide au Royaume de Clio ». En 1986, il publie son premier ouvrage : Cognac, la Part des Anges avec Bernard Pichonnat.
Dans les années 1990, il est membre de comités de lecture, avant d'occuper la fonction de directeur de collection chez plusieurs éditeurs parisiens. Puis, il travaille pour l'Union des Maisons de Champagne à la rédaction des pages « En direct de l'Union » dans le mensuel professionnel La Champagne Viticole. Il rédige aussi des fiches de dégustation pour de nombreuses maisons de champagne.
Parallèlement, il continue d'écrire en toute indépendance pour différents éditeurs.
Aujourd'hui, Eric Glatre est un expert reconnu par les principaux négociants champenois pour sa connaissance des vins de champagne et est régulièrement sollicité par de nombreux professionnels pour son expertise de la dégustation.

### Ouvrages parus dans la collection « Les Grandes Batailles de l'Histoire»
- Salamine, la bataille pour la Liberté, Éditions Socomer
- Les Champs Catalauniques, tombeau de la puissance hunnique, Éditions Socomer
- Lépante : et la Méditerranée occidentale redevint chrétienne, Éditions Socomer
- El Alamein, le premier duel Rommel-Montgomery, Éditions Socomer

### Collection « Art de Vivre»
- Champagne, le plaisir partagé, avec la collaboration d'Angélique de la Chaize, Éditions Hoëbeke
- Champagne, pleasure shared, avec la collaboration d'Angélique de la chaize, Éditions Hoëbeke
- Cognac, la part des anges, avec la collaboration de Bernard Pichonnat, Éditions Hoëbeke

### Collection « La Bibliothèque des Grands Vins»
- Charles Heidsieck, un pionnier et un homme d'honneur, avec la collaboration de Jacqueline Roubinet, Éditions Stock

### Parmi les autres ouvrages publiés
- Le champagne, trois siècles d'histoire, sur un plan de Georges Clause, Éditions Stock / Conseil Régional Champagne-Ardenne / France Loisirs
- Le Guide des Sommeliers - Millésimes 1998, 1999, 2000, 2001, 2002, Collectif : rédaction du chapitre "Champagne", Éditions Critérion-Fleurus
- Boire et manger au temps de la Marquise de Sévigné, collectif sous la direction de Gilbert Garrier : rédaction du chapitre sur "Dom Pierre Pérignon, le vigneron méconnu", Éditions de l'Université du Vin de Suze-la-Rousse
- Champagne, qui t'a fait Roi ? de la création de la première Maison de Champagne (1729) à l'obtention de l'AOC "Champagne" (1927), avec la collaboration de Michel-Jean Hanser-Schaffhauser, Union des Maisons de Champagne
- Champagne Guide, Abbeville Press Publishing
- Champagne, le Guide de l'amateur, Éditions Minerva
- La France : Champagne-Ardenne - Alsace-Lorraine, collectif : rédaction du chapitre sur les vins, National Géographic Press
- Le Riesling en Alsace, Collection "Autour d'un Vin", Éditions Flammarion
- Le Champagne, Collection "Autour d'un Vin", Éditions Flammarion
- Champagne. Il territorio. La degustazione. Ritratto di Vino, Fabbri Editori
- Chroniques des Vins de Champagne, Éditions Castor et Pollux
- Champagne. Intramontabile efervescenza, avec la collaboration d'Alessandra Moldolesi et de l'Enoteca Pinchiorri (Firenze), Giunti Editori
- Dictionnaire de la Dégustation des Vins, Éditions BPI
- Féret : La Champagne et ses Vins, Éditions Féret
- Dictionnaire de la pâtisserie, Éditions BPI
- Les Allemands et la Champagne au XIXe siècle, Union des Maisons de Champagne
- La Querelle des Vins entre Bourguignons et Champenois, Union des Maisons de Champagne
- Dictionnaire de la Viande, Éditions BPI
- Les 100 Mots du Champagne, Éditions DEFG
- Dictionnaire de la Cuisine, Éditions BPI
- Dictionnaire de l'Assaisonnement, Éditions BPI
- Histoire(s) de vin, 33 dates qui façonnèrent les vignobles français, Éditions du Félin (2020)
- Histoire(s) de la gastronomie, 20 épisodes qui révolutionnèrent la cuisine française, Éditions du Félin (2022)
- Histoire(s) de vin (volume 2), Des lieux, des hommes et des femmes, Éditions du Félin (2023)

## Récompenses
- Novembre 2006 : Gourmand Cookbook Awards, Catégorie The Best Wine Book for Professionnals (France) pour la Champagne et ses Vins (Éditions Féret).
- Décembre 2006 : Prix de l'Académie Nationale de Cuisine, Mention Spéciale du Jury, Catégorie Vins pour le Dictionnaire de la Dégustation des Vins (Éditions BPI).
- Avril 2007 : Gourmand World Cookbook Awards, Catégorie The Best Wine Book for Professionnals (Pékin) pour La Champagne et ses Vins (Éditions Féret).
- Décembre 2010 : Prix de l'Académie Nationale de Cuisine, Mention Spéciale du Jury, Catégorie Bibliographie pour le Dictionnaire de la Cuisine (Éditions BPI).
- Décembre 2012 : Prix de l'Académie Nationale de Cuisine, Catégorie Cuisine pour le Dictionnaire de l'Assaisonnement (Éditions BPI)